# Myotis keenii
Myotis keenii là một loài động vật có vú trong họ Dơi muỗi, bộ Dơi. Loài này được Merriam mô tả năm 1895.

## Hình ảnh

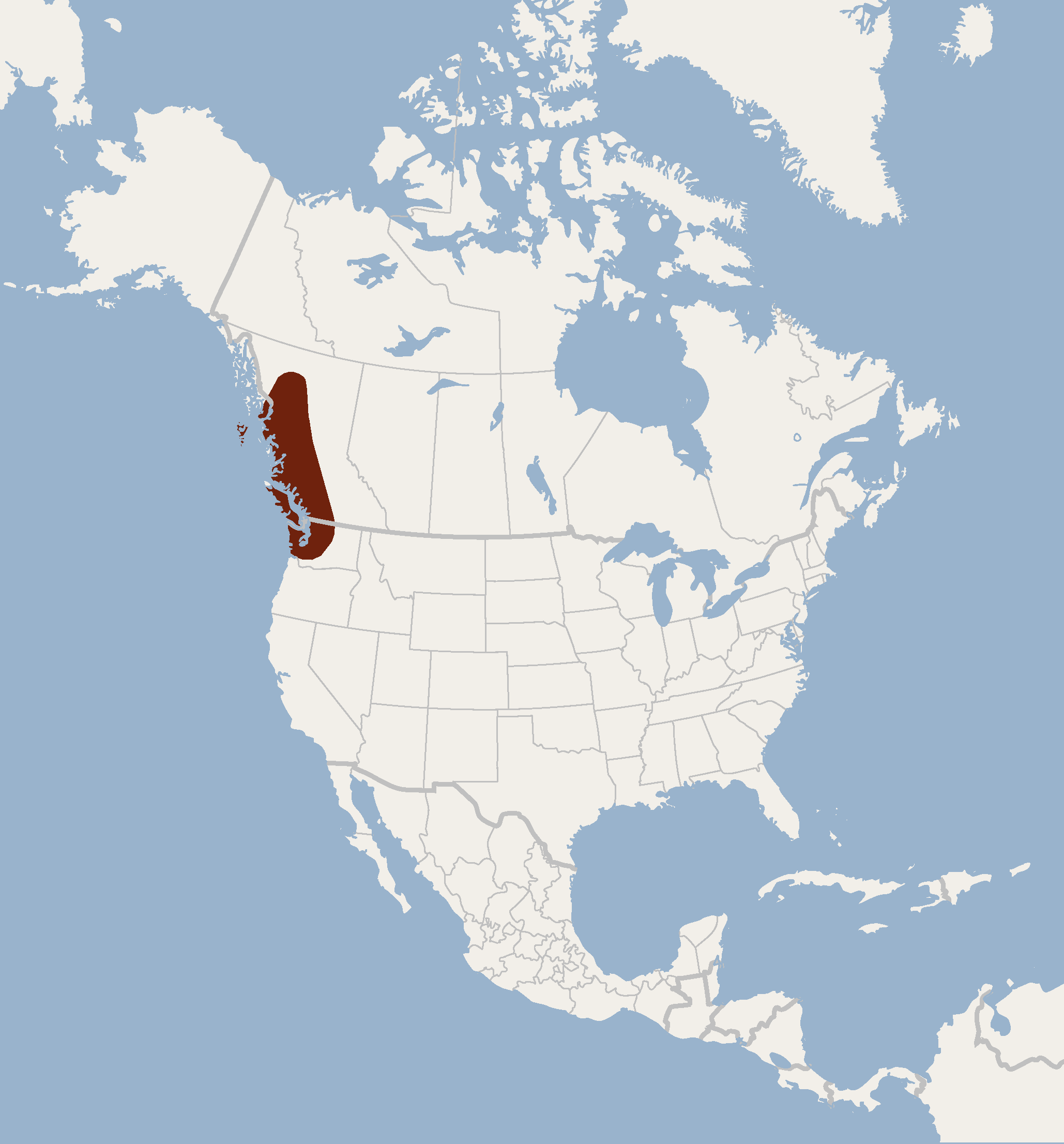
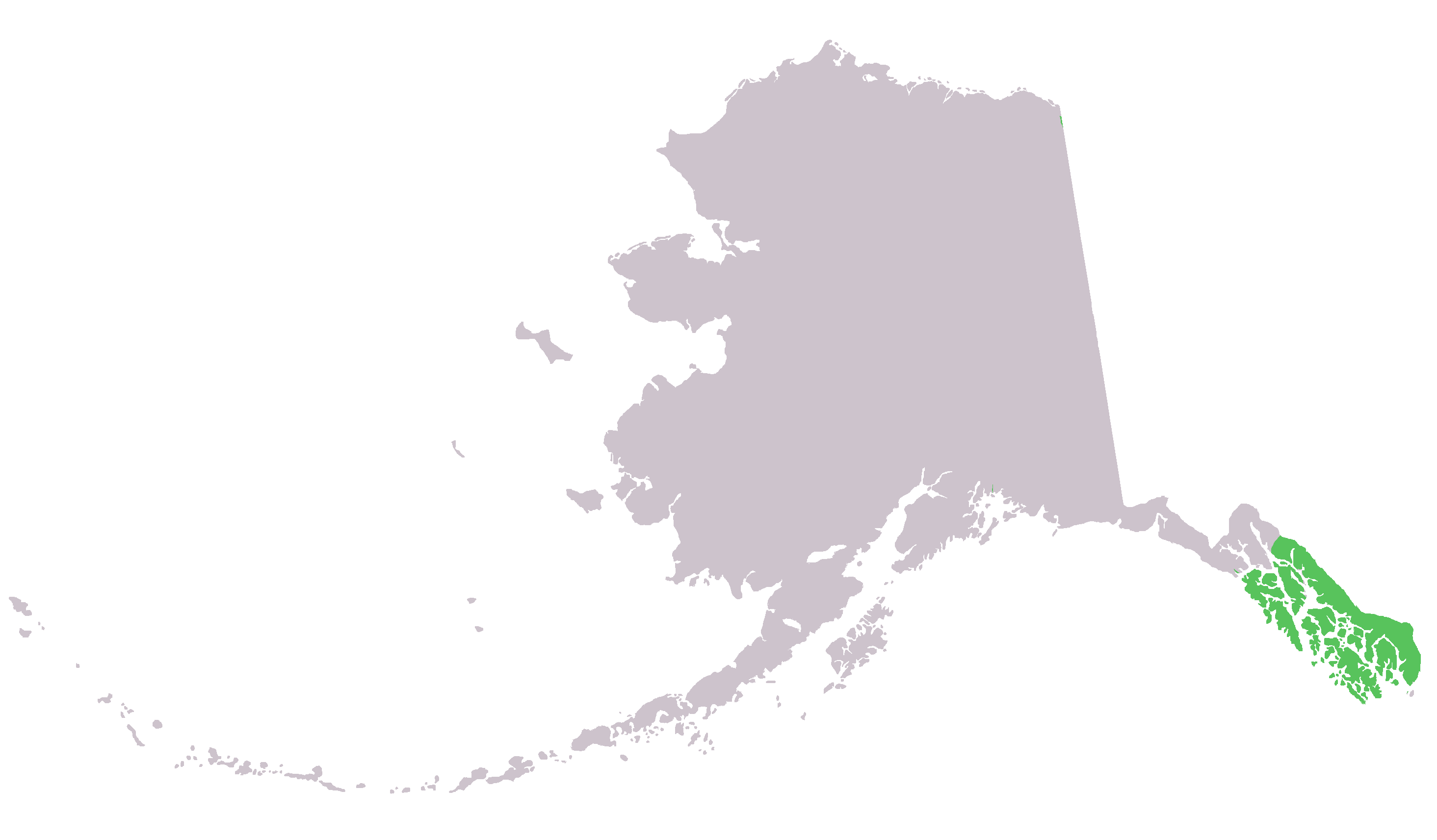